# فريديريك برينر
فريديريك برينر (بالفرنسية: Frederic Brenner)‏ هو مصور فرنسي، ولد في 1959 في باريس في فرنسا.